# مرسینگ
مرسینگ (به لاتین: Mersing) یک منطقهٔ مسکونی در مالزی است که در منطقه مرسینگ واقع شده است.

## خواهرخوانده
شهر امبابانه خواهرخواندهٔ مرسینگ هست.